# Wind River
Wind River is een Amerikaanse film uit 2017 die geschreven en geregisseerd werd door Taylor Sheridan. De hoofdrollen worden vertolkt door Jeremy Renner en Elizabeth Olsen.

## Verhaal
Cory Lambert is een lokale officier van het United States Fish and Wildlife Service in Wyoming, die verantwoordelijk is voor de dieren en planten die tot de wilde natuur gerekend worden. Hij staat in voor het doden van roofdieren, zoals wolven en coyotes, die in de streek een bedreiging vormen voor de boerderijdieren. Wanneer hij op een dag op een groep bergleeuwen jaagt, ontdekt hij het lijk van Natalie Hanson, een achttienjarige vrouw en Native American, met wie zijn inmiddels overleden dochter ooit bevriend was. Ze is op blote voeten, zonder gepaste winterkledij, kilometers van elk gebouw verwijderd en heeft een met bloed bevlekt voorhoofd en lies. FBI Special Agent Jane Banner arriveert uit Las Vegas om de mogelijke moord te onderzoeken, omdat de FBI jurisdictie heeft over moordzaken in reservaten. De volgende dag hoort Banner van Natalie's vader Martin dat zijn dochter aan het daten was met een nieuw vriendje, maar hij kent de naam van de man niet en weet niet waar hij woont. De autopsie toont bottrauma en seksueel geweld en bevestigt Lambert's conclusie dat het meisje stierf door blootstelling aan de kou. Ze leed aan een longbloeding veroorzaakt door het snel inademen van vrieskou. De medisch onderzoeker kan echter niet bevestigen dat het overlijden een moord is en agent Banner kan geen aanvullende hulp krijgen van FBI-onderzoekers.
Lambert ontdekt dat Natalie's nieuwe vriend Matt Rayburn was, die bij de beveiliging werkt op een nabijgelegen olieboringslocatie. De volgende dag wordt Matts lichaam ontdekt, naakt en al aangevreten door het wild. Lambert vertelt Banner over de dood van zijn eigen dochter drie jaar eerder. Haar lichaam werd ontdekt in de sneeuw, na een feestje in hun huis terwijl hij en zijn vrouw weg waren. Niemand werd beschuldigd van haar dood.
Banner, vergezeld van de tribale politiechef Ben Shoyo en twee districtspolitieagenten, bezoekt de boorlocatie waar ze worden opgewacht door verschillende beveiligingsagenten van het bedrijf. Ze beweren dat Matt een paar dagen geleden is weggestormd na een ruzie met Natalie, en sindsdien niet meer is gezien. Een bewaker vermeldt dat ze hoorden dat Natalie's lichaam was gevonden door de radiokanalen van de politie te controleren. Banner merkt op dat de naam van het slachtoffer niet werd vrijgegeven. Eén van de politieagenten merkt dat de bewakers langzaam Banner en haar team omsingelen. De confrontatie escaleert snel in een gewapende impasse terwijl ze ruzie maken over wie er al dan niet jurisdictie heeft. Banner maakt de situatie onschadelijk door de FBI-autoriteit op te eisen. Ze vraagt om te zien waar Matt lag te slapen, en ze hervatten hun nadering naar de trailer.
Een flashback toont Natalie in bed met Matt in zijn trailer, in wat lijkt op een liefdevolle relatie. Onverwachts stormen Matts collega's de trailer binnen na een nacht drinken. Pete, Matt's kamergenoot, beschimpt hen en probeert Natalie seksueel te misbruiken, wat Matt tot geweld uitlokt. De andere bewakers nemen wraak door Matt neer te slaan terwijl Pete Natalie verkracht. Matt's poging om terug te vechten geeft Natalie de kans om te ontsnappen, terwijl de groep hun collega dood slaat.
In het heden is Lambert teruggegaan naar de sporen van waar Matts lijk werd gevonden, die terug naar het boorkamp leiden. Ondertussen naderen Banner en de drie politiemannen de slaapvertrekken van het beveiligingspersoneel. Lambert, die van een afstand naar de groep kijkt, stuurt een waarschuwing naar politiechef Shoyo. Banner wordt in de borst geschoten door een geweer dat door Pete door de deur wordt afgevuurd. Een grootschalig vuurgevecht volgt. Chief Shoyo en de andere twee officieren worden gedood. Wanneer de overlevende bewakers zich voorbereiden om Banner te executeren, doodt Lambert er vier met zijn geweer van hoog kaliber. Pete, ook gewond, vlucht te voet. Lambert vangt hem en neemt hem onder schot mee naar de voet van Gannett Peak. Nadat hij zijn bekentenis met betrekking tot Natalie en Matt heeft afgedwongen, biedt Lambert hem dezelfde kans als Natalie had: hij kan blootsvoets naar een verre weg rennen, gekleed in lichte kledij, in plaats van te worden neergeschoten. Pete rent weg, maar bezwijkt al snel wanneer zijn longen de ijskoude lucht binnenkrijgen en hij zo een longbloeding oploopt.
Wanneer Lambert Banner in het ziekenhuis bezoekt, prijst hij haar taaiheid. Later bezoekt hij Martin, Natalie's rouwende vader, en vindt hem buiten zijn huis met zijn "doodsgezicht"-verf en een pistool in zijn hand. Lambert vertelt Martin dat de zaak gesloten is en dat de man die verantwoordelijk is voor de dood van Natalie al huilend stierf. Ze delen hun verdriet over de dood van hun dochters. Een titelkaart volgt op deze scène, waarop staat dat statistieken van vermiste personen worden bijgehouden voor elke demografische groep, behalve voor Indiaanse vrouwen, van wie het aantal onbekend blijft.

## Rolverdeling
| Acteur                 | Personage            |
| ---------------------- | -------------------- |
| Jeremy Renner          | Cory Lambert         |
| Elizabeth Olsen        | Jane Banner          |
| Graham Greene          | Ben Shoyo            |
| Kelsey Chow            | Natalie Hanson       |
| Gil Birmingham         | Martin Hanson        |
| Julia Jones            | Wilma Lambert        |
| Martin Sensmeier       | Chip Hanson          |
| Althea Sam             | Annie Hanson         |
| Teo Briones            | Casey Lambert        |
| Apesanahkwat           | Dan Crowheart        |
| Tantoo Cardinal        | Alice Crowheart      |
| Jon Bernthal           | Matt Rayburn         |
| James Jordan           | Pete Mickens         |
| Hugh Dillon            | Curtis               |
| Matthew Del Negro      | Dillon               |
| Austin Grant           | Carl                 |
| Ian Bohen              | Evan                 |
| Eric Lange             | Dr. Randy Whitehurst |
| Tyler Laracca          | Frank Walker         |
| Gerald Tokala Clifford | Sam Littlefeather    |

## Productie
In mei 2015 raakte bekend dat scenarist Taylor Sheridan zijn regiedebuut zou maken met Wind River. Aanvankelijk werden Chris Pine en Elizabeth Olsen aangekondigd als hoofdrolspelers. In januari 2016 werd bekend dat Pine was afgehaakt en vervangen door Jeremy Renner. De opnames gingen op 31 maart 2016 van start in Park City (Utah).
Gedurende het filmfestival van Cannes in 2016 werden de distributierechten verkocht aan The Weinstein Company. Op 21 januari 2017 ging de film in première op het Sundance Film Festival.